# Ilia Chatrov
Ilia Alekseïevitch Chatrov (1879 - 1952) est un musicien, chef d'orchestre et compositeur russe, connu pour avoir composé la valse Sur les collines de Mandchourie (1906) en hommage à un de ses camarades mort à la Bataille de Mukden (guerre russo-japonaise).

## Biographie
Ilia Alexseiëvitch Chatrov nait en 1879 à Zemliansk dans la région se Vioronej. Son père, Alekseï Mikhaïlovitch Chatrov est Sous-Officier dans le régiment d'infanterie des Gardes Lituaniens au sein de la Garde Impériale de Russie.
En 1905 il est nommé Chef d'orchestre du régiment de Mokchanski qui combat au sein de la guerre russo-japonaise.
En février 1905, le 214e régiment d'infanterie de réserve de Mokchan prend part aux batailles de Mukden et de Liaoyang et c'est au cours d'une de ces batailles que le régiment est encerclé par l'ennemi. Le colonel Pavel Pobyvanets qui commande le régiment, donne l'ordre à l'orchestre de se placer en tête. Chatrov dirige l'orchestre et ordonne à ses musiciens de jouer une marche militaire. Les soldats engagent une charge à la baïonnette et parviennent à briser l'encerclement au prix de pertes immenses puisque sur les 4000 soldats du régiment, 3300 sont tués. En remerciement de son courage, Ilia Alexseiëvitch Chatrov est fait officier de 3e classe de l'Ordre de Saint-Stanislas.
Au retour de la guerre en 1906, Ilia Alexseiëvitch Chatrov compose la valse Sur les collines de Mandchourie (На сопках Маньчжурии) et le poète Stepan Petrov en compose les paroles. La chanson connaît immédiatement un immense succès
Ilia Alexseiëvitch Chatrov meurt à Tambov le 2 mai 1952 et il est enterré au cimetière de Vozdvijensky.

## Œuvres
- Sur les collines de Mandchourie